# Superligaen 2005-2006
La Superligaen 2005-2006 è stata la 93ª edizione della massima serie del campionato di calcio danese e 16ª come Superligaen, disputata tra il 19 luglio 2005 e il 14 maggio 2006 e conclusa con la vittoria del FC København, al suo quinto titolo.
Il capocannoniere del torneo è stato Steffen Højer del Viborg FF con 16 reti.

## Squadre Partecipanti
| Squadra         | Posizione nell'ultimo campionato | Prima stagione in massima divisione | Presente nella massima divisione dal |
| --------------- | -------------------------------- | ----------------------------------- | ------------------------------------ |
| AaB             | 4°                               | 1928-29                             | 1987                                 |
| AGF             | 9°                               | 1927-28                             | 1977                                 |
| AC Horsens      | 2° in Prima Divisione            | 1929-30                             | 2005-06                              |
| Brøndby IF      | 1°                               | 1982                                | 1982                                 |
| Esbjerg fB      | 5°                               | 1928-29                             | 2001-02                              |
| F.C. Copenhagen | 2°                               | 1992-93                             | 1992-93                              |
| Midtjylland     | 3°                               | 2000-01                             | 2000-01                              |
| FC Nordsjælland | 10°                              | 2002-03                             | 2002-03                              |
| OB              | 6°                               | 1927-28                             | 1999-00                              |
| Silkeborg IF    | 8°                               | 1988                                | 2004-05                              |
| SønderjyskE     | 1° in Prima Divisione            | 2000-01                             | 2005-06                              |
| Viborg FF       | 7°                               | 1927-28                             | 1998-99                              |

## Classifica
| Team            | Pts | Pld | W  | D  | L  | GF | GA | GD  |
| --------------- | --- | --- | -- | -- | -- | -- | -- | --- |
| 1. Copenaghen   | 73  | 33  | 22 | 7  | 4  | 62 | 27 | +35 |
| 2. Brøndby      | 67  | 33  | 21 | 4  | 8  | 60 | 32 | +28 |
| 3. Odense       | 58  | 33  | 17 | 7  | 9  | 49 | 28 | +21 |
| 4. Viborg       | 54  | 33  | 15 | 9  | 9  | 62 | 43 | +19 |
| 5. Aalborg      | 45  | 33  | 11 | 12 | 10 | 48 | 44 | +4  |
| 6. Esbjerg      | 42  | 33  | 12 | 6  | 15 | 43 | 45 | -2  |
| 7. Midtjylland  | 41  | 33  | 10 | 11 | 12 | 42 | 52 | -10 |
| 8. Silkeborg    | 39  | 33  | 11 | 6  | 16 | 33 | 51 | -18 |
| 9. Nordsjælland | 38  | 33  | 9  | 11 | 13 | 49 | 55 | -6  |
| 10. Horsens     | 37  | 33  | 8  | 13 | 12 | 29 | 41 | -12 |
| 11. SønderjyskE | 26  | 33  | 6  | 8  | 19 | 41 | 72 | -31 |
| 12. Aarhus      | 22  | 33  | 4  | 10 | 19 | 36 | 63 | -27 |